# Odeón

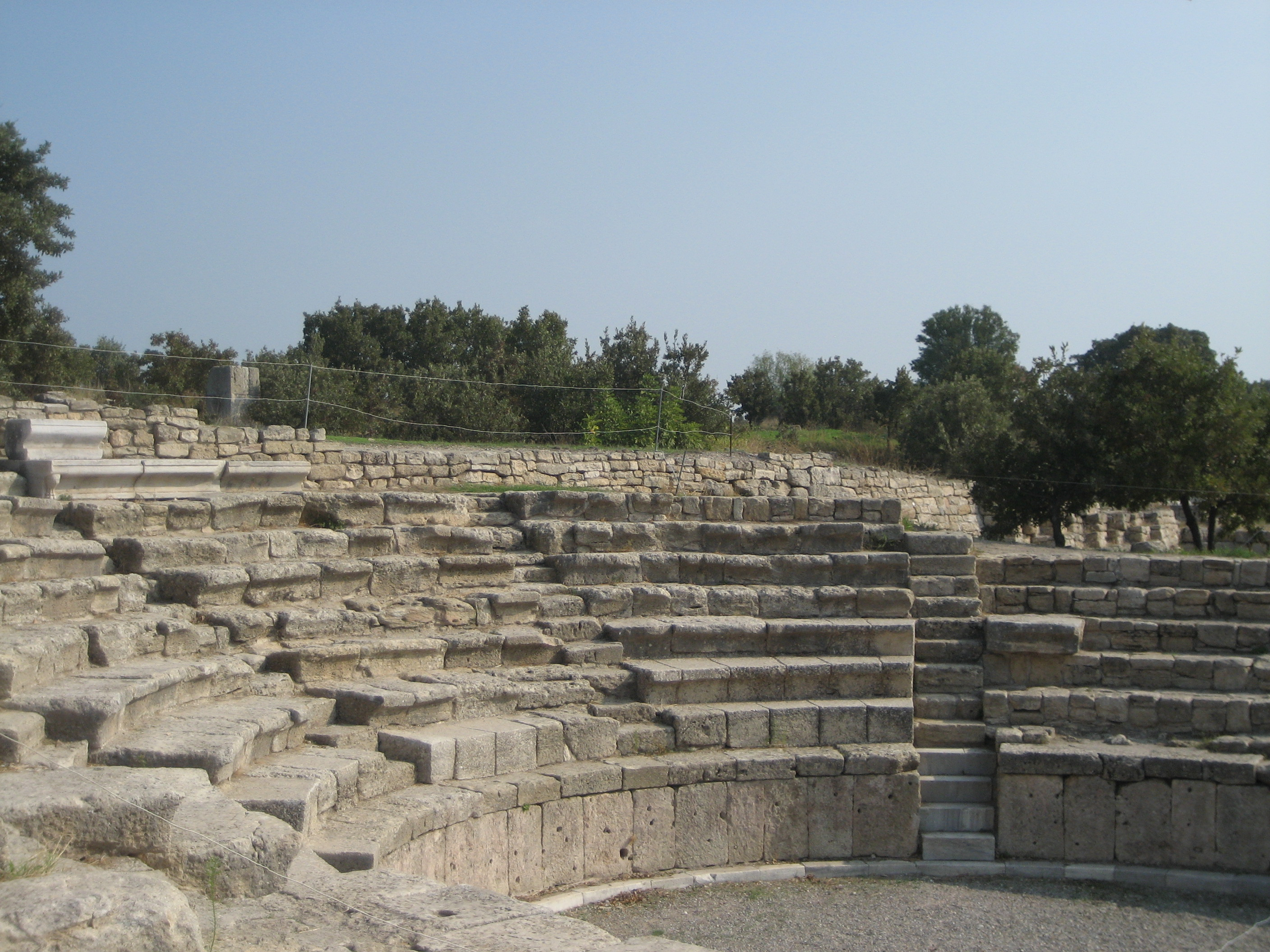
Odeón romano del estrato IX de Troya (Turquía).

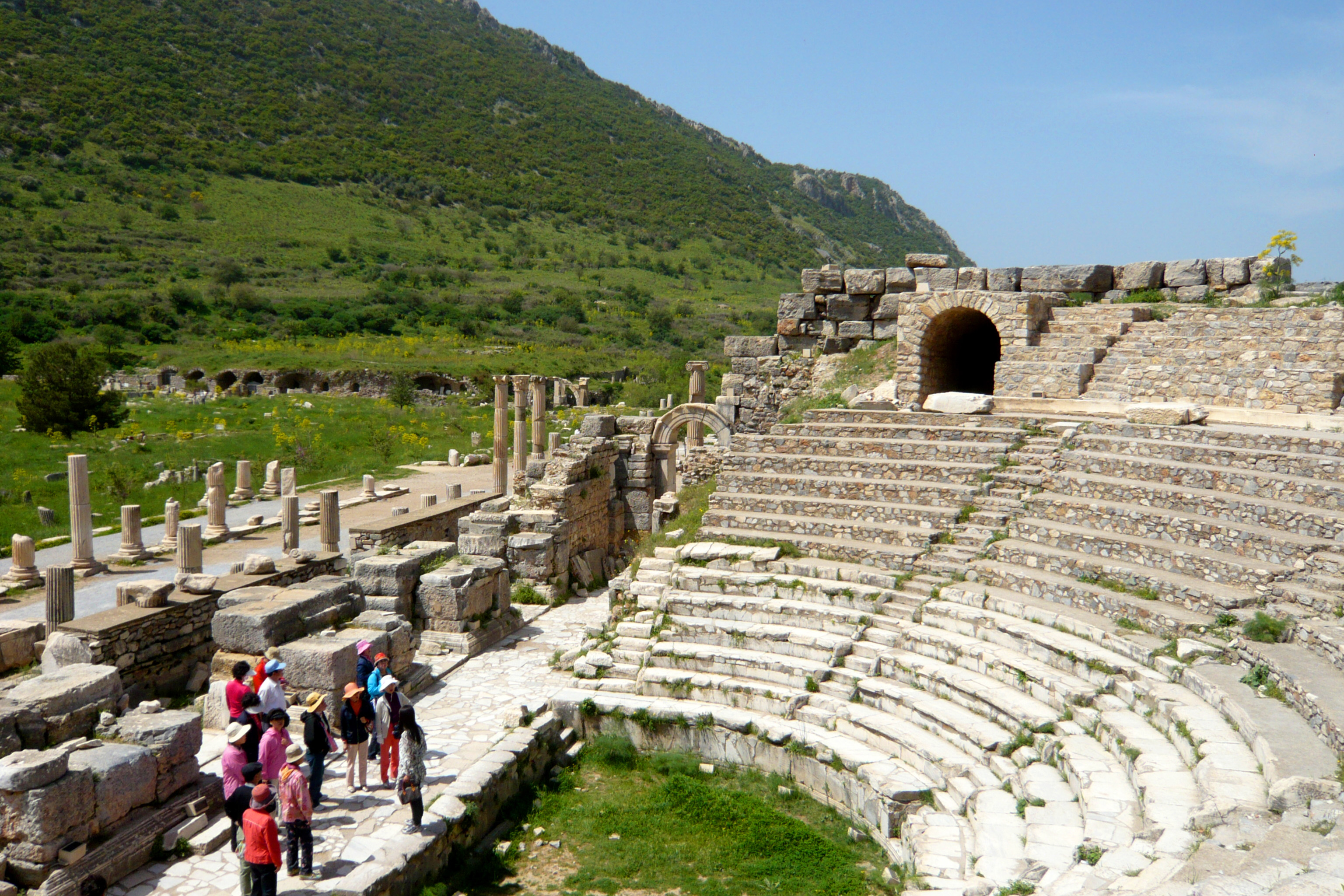
Odeón de Éfeso (Turquía) para 400 personas que hacía también funciones de buleuterio.

Odeón viene del griego Ωδείον y del latín odeum, que literalmente significa una construcción destinada a competiciones de canto.
En arquitectura clásica, se denomina Odeón al edificio teatral que se utilizaba en la Antigua Grecia y posteriormente en la Roma clásica para los acontecimientos musicales, que podían consistir tanto en las propias representaciones musicales como para canto y poesía, pero también para el teatro. En algunos casos, también servían como lugares de reunión política y judicial (buleuterio). 
Se diferencian de los teatros porque estaban parcial o totalmente cubiertos y eran de pequeño tamaño. Provienen de Esparta y se tienen noticias de estos edificios desde los siglos VII a. C. y VI a. C.
Estrabón llama al odeón cantorum receptaculum. No había odeón en todos los teatros y podía al mismo tiempo haberlo sin haber teatro. Domiciano edificó un odeón en Roma, Adriano otro y más adelante se construyeron otros dos o tres. Se llamó también odeón el lugar que el papa San Gregorio, autor del canto que lleva su nombre, señaló en la Iglesia para los cantores.

## Principales Odeones del mundo antiguo
- Odeón de Pericles en Atenas, hacia 435 a. C. y de 4000 m² del que quedan pocos restos y parece que era de planta cuadrada frente a los demás que eran circulares. Estaba situado a la salida izquierda del teatro de Dioniso en Atenas. Estaba cubierto de mástiles y antenas de naves de los despojos persas, terminado en cono a manera de tienda de campaña. Este edificio fue quemado después de la guerra de Roma contra Mitrídates VI por los años 64 a. C., durante el sitio de Atenas, por el mismo Aristión que defendía la ciudad de Mitrídates temeroso de que Sila se sirviese de su material para atacar la Acrópolis o ciudadela. Pero más adelante, en torno al año 60 a. C. fue reedificado a todo gasto por Ariobarzanes II de Capadocia.[1]
- Odeón de Corinto
- Odeón de Ilión
- Odeón de Éfeso
- Odeón de Agripa en Atenas, año 15 a. C.
- Odeón de Herodes Ático en Atenas, año 161
- Odeón romano de Plovdiv (Bulgaria)
- Odeón romano de Catania (Sicilia)